# سانی ساید (یوتا)
سانی ساید (به انگلیسی: Sunnyside) شهری در ایالت یوتا کشور ایالات متحده آمریکا است که جمعیت آن در سرشماری سال ۲۰۱۰ میلادی، ۳۷۷ نفر بوده‌است.